# Eberhard von Graevemeyer

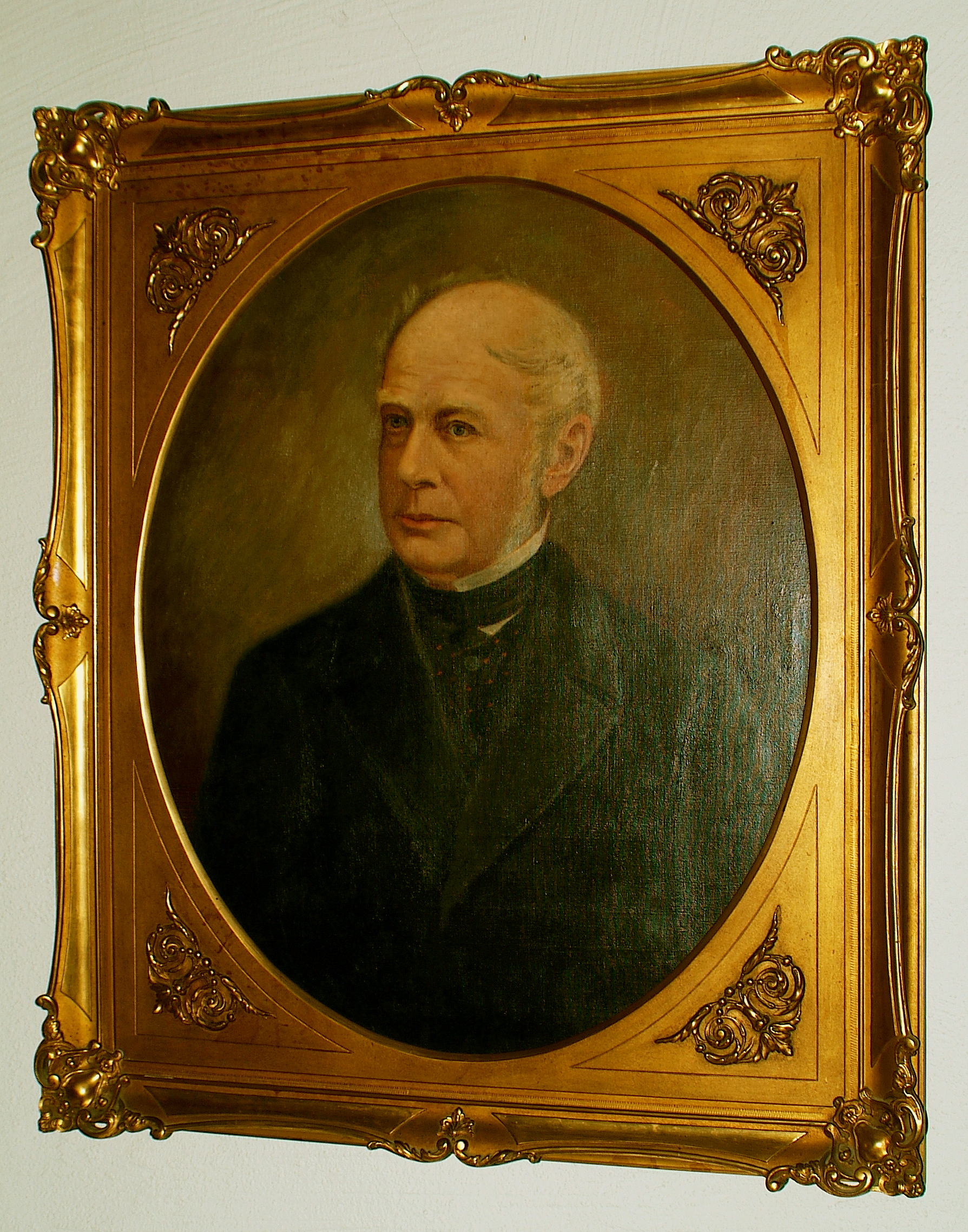
Eberhard von Graevemeyer

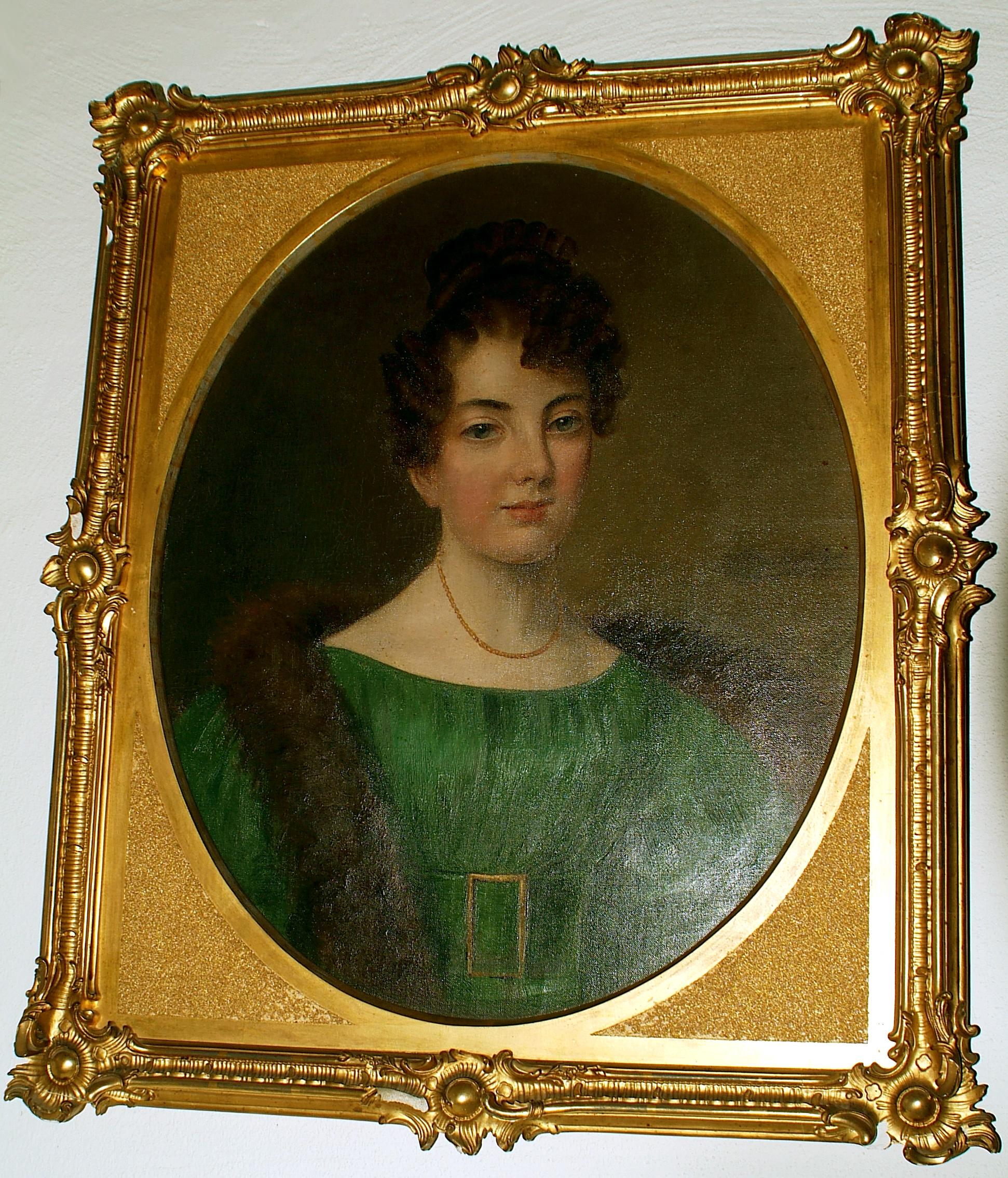
Charlotte von Graevemeyer, 1817 in London geborene Weston-Jacob

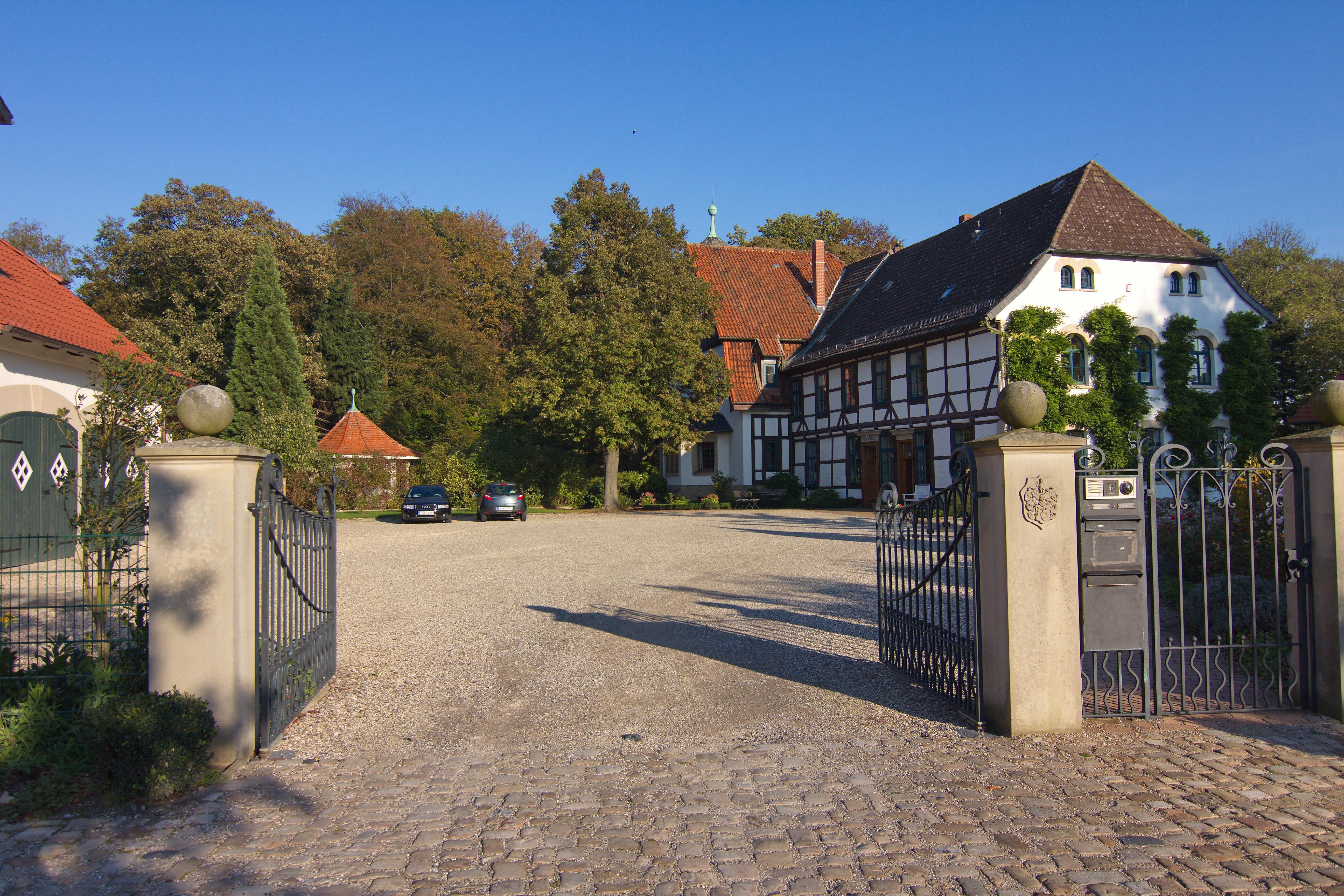
Gut Bemerode I

Eberhard von Graevemeyer (* 21. Juni 1806 auf Gut Bemerode I; † 9. Juli 1892 in Wunstorf) war ein deutscher Verwaltungsjurist und Gutsbesitzer.

## Leben
Eberhard von Graevemeyer war ein Sohn des hannoverschen Majors und Erbherrn auf Bemerode Georg Christoph Friedrich von Graevemeyer (1778–1832). Nach dem Besuch der Klosterschule Ilfeld studierte er von Ostern 1824 bis 1827 Rechtswissenschaften an der Georg-August-Universität Göttingen, wo er Mitglied des Corps Hannovera wurde.
1827 trat er in den Verwaltungsdienst des Königreichs Hannover ein und wurde zunächst Auditor in Gronau (1827), Steuerwald (1829) und Ilten (1830). 1832 wurde er Assessor in Blumenau. Von 1834 bis 1839 war Graevemeyer in Hannover tätig und wurde dann nach Meinersen (1840), Ebstorf (1850) und Verden (1859) versetzt. 1862 erfolgte seine Beförderung zum Amtmann in Polle, wo er 1865 Oberamtmann, also Landrat wurde. Das Amt Polle bildete eine Exklave des Königreichs Hannover und war durch braunschweigisches Gebiet von diesem getrennt. Nach der Annexion Hannovers durch Preußen 1866 trat er 1868 in den Ruhestand. Wilhelm Rothert charakterisierte ihn als 

„Das Urbild eines alten Hannoverschen Amtmannes, der ebenso sehr Landwirt wie Landrat ist.“

Eberhard von Graevemeyer war seit 1835 verheiratet mit Charlotte Weston-Jacob aus London. Aus der Ehe gingen sechs Söhne und drei Töchter hervor. Das Rittergut Bemerode I ist bis heute in Besitz seiner Nachfahren.